# Zdeněk Nejedlý

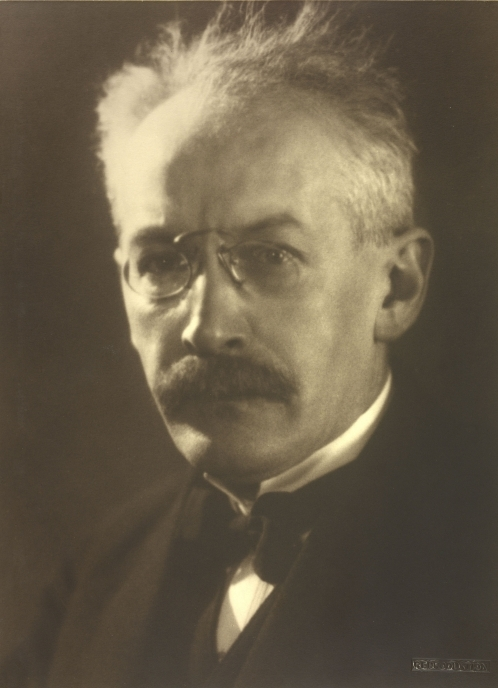
Aufnahme von Georg Fayer (1927)

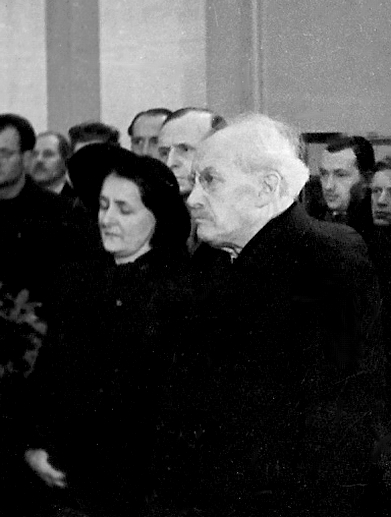
Zdeněk Nejedlý und Karla Majerníková

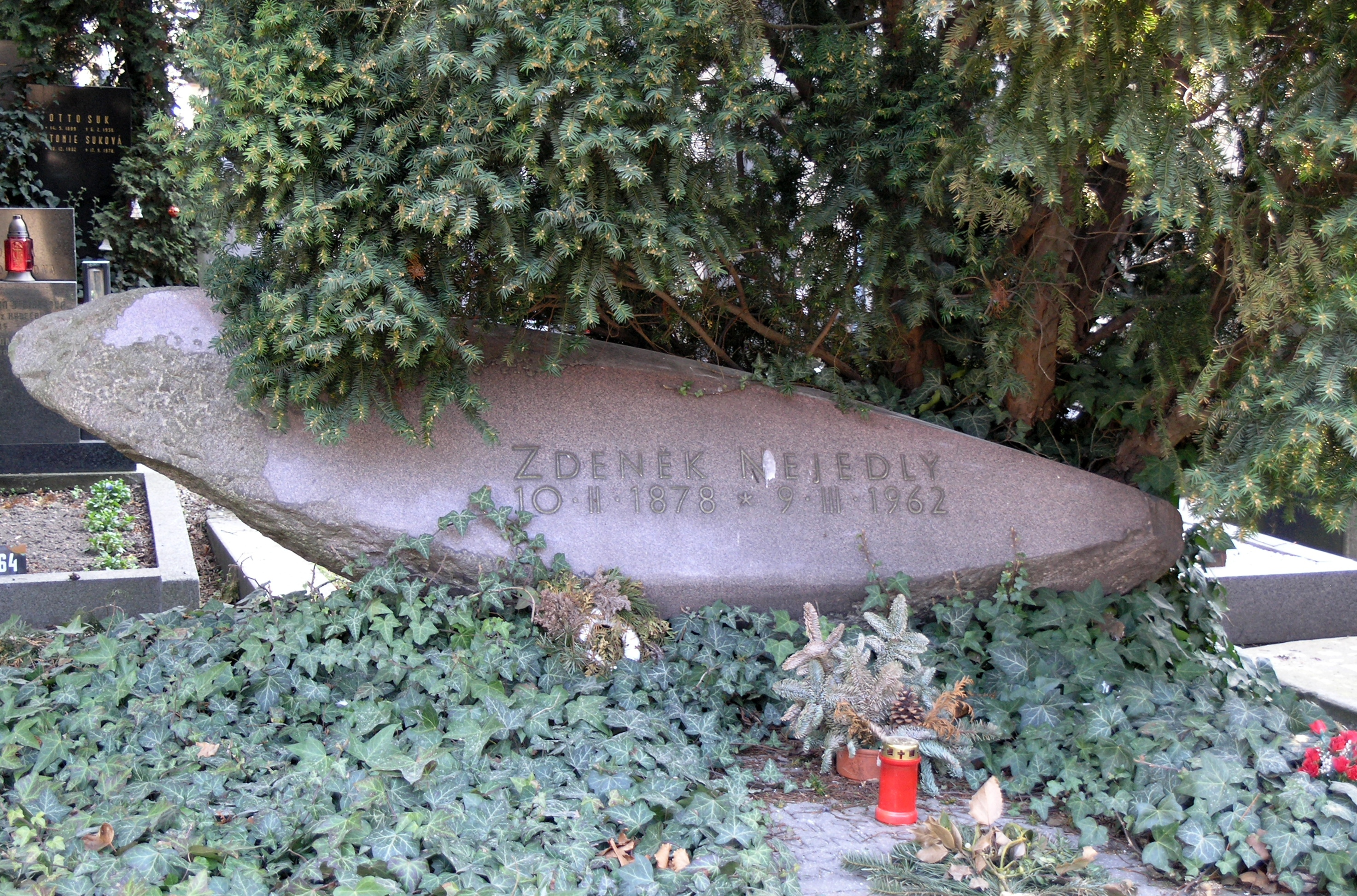
Grab auf dem Vyšehrader Friedhof in Prag

Zdeněk Nejedlý (* 10. Februar 1878 in Leitomischl, Österreich-Ungarn; † 9. März 1962 in Prag) war ein tschechischer Historiker, Literatur- und Musikwissenschaftler und ab 1945 bedeutender kommunistischer Politiker.

## Leben und Familie
Zdeněk Nejedlý war ein Sohn des Musiklehrers, Musikverlegers und Komponisten Roman Nejedlý (1844–1920) und Vater des Dirigenten und Komponisten Vit Nejedlý (1912–1945). Er besuchte das Gymnasium in Litomyšl, studierte seit 1896 Geschichte und Ästhetik an der philosophischen Fakultät der Karls-Universität in Prag und nahm gleichzeitig eine musikalische Ausbildung. Während dieser Jahre fuhr er in den Kaukasus und besuchte dort Lew Nikolajewitsch Tolstoi. An der Universität wurde er von Jaroslav Goll, Tomáš Garrigue Masaryk und Otakar Hostinský unterrichtet, sowie privat in Musiktheorie von Zdeněk Fibich. 1900 wurde er Doktor der Philosophie, 1905 habilitierte er sich für Musikwissenschaften, wurde 1908 außerordentlicher und 1919 ordentlicher Professor der Musikwissenschaften an der philosophischen Fakultät der Karls-Universität in Prag. In den zwanziger Jahren trat er der Kommunistischen Partei der Tschechoslowakei bei und wurde deren aktives Mitglied.
Nach der Besetzung der Tschechoslowakei durch die deutsche Wehrmacht emigrierte Nejedlý in die Sowjetunion und war von 1939 bis 1945, dem Ende des Zweiten Weltkriegs im Exil. In dieser Zeit lehrte er an der Moskauer Lomonossow-Universität Geschichte und wurde 1941 zum stellvertretenden Vorsitzenden des Gesamtslawischen Ausschusses gewählt.
Von 1945/1946 und 1948 bis 1953 übernahm er das Amt des Kulturministers in mehreren Regierungen der Tschechoslowakei, war von 1946 bis 1948 Minister für Arbeitsschutz und soziale Fürsorge in der Regierung Klement Gottwald I, 1952 bis 1962 war er Präsident der Tschechoslowakischen Akademie der Wissenschaften und 1953 stellvertretender Ministerpräsident.
Zdeněk Nejedlý war seit den Zwanziger Jahren des 20. Jh. einer der führenden kommunistischen Intellektuellen, Journalist und Vorsitzender zahlreicher, mit der kommunistischen Bewegung sympathisierenden Vereine. Nach 1945 und besonders nach 1948 leitete er die Umgestaltung des gesamten tschechoslowakischen Kultur- und Bildungswesen nach sowjetischem Vorbild. In seinem wissenschaftlichen Werk lieferte er umfassende Beiträge zur Allgemein- und Kulturgeschichte in Böhmen, die Eingang in tschechische Lehrbücher und die Literatur fanden. Er wurde 1954 mit dem sowjetischen Leninorden und 1957 mit dem tschechoslowakischen Friedenspreis ausgezeichnet. Er gilt als Vordenker und Chefideologe der damaligen kommunistischen Regierung, um die kollektive Auslöschung sudetendeutscher Komponisten mit deutsch klingenden Namen rigoros umzusetzen. So vereitelte er u. a. 1951 die kirchliche Trauerfeier von Josef Bohuslav Foerster.

## Werke
Nejedlýs Werke sind Musterbeispiele für die Umsetzung der sozialistischen Theorien. Seine gesammelten Werke umfassen 54 Bände, 1948 ff. Er propagierte Werke von Bedřich Smetana und Alois Jirásek; bei letzterem bezog er Tantiemen aus dessen Werk.

### Geschichtliche Werke
- Mládí mistra Jana z Rokycan, 1899
- Katechismus estetiky, 1902
- Dějiny české hudby, 1903
- Poměr zpěvu husitského k hudbě předhusitské, 1904
- Dějiny předhusitského zpěvu v Čechách, 1904
- Počátky husitského zpěvu, 1907
- Dějiny husitského zpěvu za válek husitských, 1913
- Spor o smysl českých dějin, 1914
- Mistr Jan Hus a jeho pravda, 1919
- Otakara Hostinského Estetika, 1921
- Spisy menší Z. N., 1921–22
- Božena Němcová a Ratibořické údolí, 1922
- Nietzschova tragédie, 1926
- Všeobecné dějiny hudby, 1916–30
- Hus a naše doba, 1936
- Moskevské stati v Československých listech 1943–45, 1946
- Komunisté – dědici velikých tradic českého národa, 1946
- Boje o nové Rusko, 1948
- Dějiny Sovětského svazu, 1948
- Sebrané spisy 1–51, 1948–56 (nevydán sv. 18 a 32–34)
- Čtyři studie o Aloisu Jiráskovi, 1949
- Dějiny národa českého I, 1949–55
- Masaryk ve vývoji české společnosti a státu, 1950
- Nedělní epištoly, 1954–56
- Kniha o kultuře, 1955.

### Biographien
- Zdenko Fibich, 1901
- Otakar Hostinský, 1907
- J. B. Foerster, 1910
- Alois Jirásek a jeho Litomyšl, 1911
- Richard Wagner, 1916
- Ernest Denis, 1921
- František Palacký, 1921
- Vítězslav Novák, 1921
- Bedřich Smetana, 1924–33
- Tomáš Garrigue Masaryk I–IV, 1930–37
- Otakar Ostrčil, 1935
- F. X. Šalda, 1937
- Lenin, 1937–38